# 바실리 자이체프
바실리 그리고리예비치 자이체프(러시아어: Васи́лий Григо́рьевич За́йцев, 1915년 3월 23일 ~ 1991년 12월 15일)는 소련의 군인이자 저격수이다. 제2차 세계 대전 당시 활약한 저격수들 중 가장 유명한 인물 중 한 명이며, 1942년 11월 10일부터 12월 7일까지 스탈린그라드 전투에서 활약했다. 그는 전투에서 군인과 군무원 224명을 사살했으며 이들 중 11명은 저격수이다. 스탈린그라드 전투 이전에는 이미 32명을 사살했으며, 그가 애용한 소총인 모신 소총의 유효 사거리는 900m이나 그는 1000m 밖의 적을 사살하기도 하였다.

## 생애

### 유년기
당시 러시아 제국의 영토였던 우랄산맥 근처의 산골 마을인 옐레닌카에서 태어나 그 곳에서 자랐다. 어린 시절에는 총을 다루는 법을 배워 조부인 안드레이 알렉세예비치 자이체프와 동생인 막심과 함께 사슴과 늑대를 사냥하며 생계를 이어갔다. 중학교를 졸업한 후에는 마그니토고르스크의 건축 학교에 진학하여 1930년에 졸업했다.
1937년에 소련 해군에 입대하여 블라디보스토크에서 근무했다. 제2차 세계 대전이 발발하고 독일과 소련이 전쟁 상태로 들어가자 전선에 참가하기 위해 전방 부대인 흑해 함대로 자원하였고 하사로 진급해 흑해 함대 육전대에 배속되었다.

## 대중 문화
2001년에 윌리엄 크레이그의 동명의 소설을 원작으로 하는 장편 영화인 《에너미 앳 더 게이트》는 자이체프의 활약을 그렸으며, 주드 로가 자이체프를 연기했다. 이 영화에서 자이체프는 스탈린그라드 전투에서 독일 국방군 저격수 학교의 교관인 에르빈 쾨니히 소령과 저격 대결을 펼쳤으며 3일 만에 베를린에서 그를 사살하였다. 이는 자이체프가 자신의 전우를 죽인 저격수를 사살한 일에서 따왔다.